# Tyson Fury
Tyson Luke Fury (Wythenshawe, Manchester, 12 de agosto de 1988) é um pugilista profissional britânico, bicampeão mundial dos pesos-pesados. Ele detém os títulos da revista WBC e The Ring desde que derrotou Deontay Wilder em fevereiro de 2020 (dando a primeira derrota da carreira a Deontay Wilder que somava 41 vitórias e um empate, na primeira luta entre os dois), e anteriormente detinha os títulos unificados da WBA (Super), IBF, WBO, IBO, revista The Ring e linear, derrotando Wladimir Klitschko em 2015.
Como amador, Fury representou a Inglaterra e a Irlanda, pois nasceu em Manchester, mas seus pais são irlandeses, com uma linhagem familiar com parentes em Belfast e Galway. Ele ganhou o título de super-pesado da ABA em 2008 antes de se tornar profissional no final daquele ano, aos 20 anos de idade. Depois de vencer o título dos pesos-pesados inglês duas vezes, ele se tornou campeão britânico e da Commonwealth em 2011 ao derrotar o então invicto Dereck Chisora, que detinha um cartel de 14 vitória em 14 embates. Ele então ganhou os títulos irlandês e WBO Inter-Continental, antes de derrotar Chisora novamente em uma revanche de 2014 pelos títulos europeus e internacionais de pesos pesados da WBO. 
Esse sucesso, junto com seu recorde de 24-0, estabeleceu um embate com o campeão mundial Wladimir Klitschko na Alemanha, que Fury venceu por decisão unânime. Em 2015, dez dias após derrotar Wladimir, Fury foi destituído do título da IBF por não ter conseguido agendar uma luta com o desafiante obrigatório da IBF, Vyacheslav Glazkov, devido a uma cláusula de revanche no contrato com Klitschko. A revanche contra Wladimir Klitschko não se concretizou, pois Fury sofria de problemas de saúde mental que o levavam ao alcoolismo, ganho de peso extremo e uso recreativo de drogas, sendo por isso acusado de violações antidoping. Em 2016, ele desocupou os títulos WBA, WBO e IBO; O Ring tirou seu último título remanescente no início de 2018. Mais tarde em 2018, após mais de dois anos de inatividade, Fury disputou o título dos pesos pesados do WBC contra Deontay Wilder. A luta foi controversa como empate, com muitos que acreditam que Fury venceu. O forte desempenho de Fury contra Wilder (incluindo a recuperação de um nocaute pesado na rodada final) lhe rendeu o retorno do ano do The Ring e vários outros prêmios.
Em 2020, ao derrotar Wilder, na revanche entre os dois, Fury se tornou o segundo peso pesado, depois de Muhammad Ali, a defender com sucesso o título da revista The Ring duas vezes, e o segundo peso pesado da história por ter conquistado os títulos WBA (Super), WBC, IBF e WBO, depois de Riddick Bowe. Além disso, o inglês entrou para a história como o primeiro boxeador a acabar com dois reinados de mais de dez defesas de cinturão. Em 2015, ele tirou Wladimir Klitschko após 19 defesas seguidas do então campeão. Wilder já estava com 10.
Em fevereiro de 2020, Fury foi classificado como o melhor peso pesado ativo do mundo pelo Transnational Boxing Rankings Board e o segundo pelo BoxRec.

## Cartel no Boxe Profissional
| 36 Lutas - 34 vitórias (24 nocautes), 1 derrotas, 1 empate                                                  |           |        |                         |      |               |             |                                                          | |
| • KO = Nocaute • TKO = KO Técnico • UD = decisão unânime • SD = decisão dividida • MD = decisão majoritária |           |        |                         |      |               |             |                                                          | |
| No. | Resultado | Cartel | Oponente                | Tipo | Round, tempo  | Data        | Local                                                    | Notas |
| 36 | Derrota   | 34-1-1 | Oleksandr Usyk          | SD   | 12            | 28 Out 2023 | Riyadh, Arábia Saudita                                   | Luta válida pelos Cinturões Peso Pesado da WBA, WBO, IBF, IBO e The Ring. Perdeu o Cinturão Peso Pesado da WBC. |
| 35 | Vitória   | 34-0-1 | Francis Ngannou         | SD   | 10            | 28 Out 2023 | Riyadh, Arábia Saudita                                   | Luta não válida pelo Cinturão Peso Pesado da WBC.                                                               |
| 34 | Vitória   | 33–0–1 | Derek Chisora           | TKO  | 10 (12), 2:51 | 3 Dez 2022  | Tottenham Hotspur Stadium, Londres, Inglaterra           | Manteve o cinturão peso pesado do WBC                                                                           |
| 33 | Vitória   | 32–0–1 | Dillian Whyte           | TKO  | 6 (12), 2:59  | 23 Abr 2022 | Wembley Stadium, Londres, Inglaterra                     | Manteve o cinturão peso pesado do WBC e o The Ring                                                              |
| 32 | Vitória   | 31-0-1 | Deontay Wilder          | KO   | 11 (12), 1:10 | 09 Out 2021 | T-Mobile Arena, Paradise, Nevada, US                     | Manteve o cinturão peso pesado do WBC e o The Ring                                                              |
| 31 | Vitória   | 30–0–1 | Deontay Wilder          | TKO  | 7 (12), 1:39  | 22 Fev 2020 | MGM Grand Garden Arena, Paradise, Nevada, Estados Unidos | Ganhou o cinturão do WBC, o vacante da The Ring e o título linear do peso-pesado.                               |
| 30 | Vitória   | 29–0–1 | Otto Wallin             | UD   | 12            | 14 Set 2019 | T-Mobile Arena, Paradise, Nevada, US                     | |
| 29 | Vitória   | 28–0–1 | Tom Schwarz             | TKO  | 2 (12), 2:54  | 15 Jun 2019 | MGM Grand Garden Arena, Paradise, Nevada, US             | Ganhou o cinturão intercontinental do peso-pesado da WBO.                                                       |
| 28 | Empate    | 27–0–1 | Deontay Wilder          | SD   | 12            | 1 Dez 2018  | Staples Center, Los Angeles, Califórnia, Estados Unidos  | Pelo cinturão do peso-pesado do WBC.                                                                            |
| 27 | Vitória   | 27–0   | Francesco Pianeta       | PTS  | 10            | 18 Ago 2018 | Windsor Park, Belfast, Irlanda do Norte                  | |
| 26 | Vitória   | 26–0   | Sefer Seferi            | RTD  | 4 (10), 3:00  | 9 Jun 2018  | Manchester Arena, Manchester, Inglaterra                 | |
| 25 | Vitória   | 25–0   | Wladimir Klitschko      | UD   | 12            | 28 Nov 2015 | Esprit Arena, Düsseldorf, Alemanha                       | Ganhou os cinturões do peso-pesado da WBA (Super), IBF, WBO, IBO, The Ring e linear.                            |
| 24 | Vitória   | 24–0   | Christian Hammer        | RTD  | 8 (12), 3:00  | 28 Fev 2015 | The O2 Arena, Londres, Inglaterra                        | Manteve o cinturão do peso-pesado da WBO International.                                                         |
| 23 | Vitória   | 23–0   | Dereck Chisora          | RTD  | 10 (12), 3:00 | 29 Nov 2014 | ExCel London, Londres, Inglaterra                        | Ganhou os cinturões do peso-pesado europeu, WBO International e britânico (vacante).                            |
| 22 | Vitória   | 22–0   | Joey Abell              | TKO  | 4 (10), 1:48  | 15 Fev 2014 | Copper Box Arena, Londres, Inglaterra                    | |
| 21 | Vitória   | 21–0   | Steve Cunningham        | KO   | 7 (12), 2:55  | 20 Abr 2013 | Hulu Theater, New York City, New York, Estados Unidos    | |
| 20 | Vitória   | 20–0   | Kevin Johnson           | UD   | 12            | 1 Dez 2012  | Odyssey Arena, Belfast, Irlanda do Norte                 | |
| 19 | Vitória   | 19–0   | Vinny Maddalone         | TKO  | 5 (12), 1:35  | 7 Jul 2012  | Hand Arena, Clevedon, Inglaterra                         | Ganhou o cinturão intercontinental dos pesados da WBO.                                                          |
| 18 | Vitória   | 18–0   | Martin Rogan            | TKO  | 5 (12), 3:00  | 14 Abr 2012 | Odyssey Arena, Belfast, Irlanda do Norte                 | Ganhou o título de campeão peso-pesado irlandês.                                                                |
| 17 | Vitória   | 17–0   | Neven Pajkic            | TKO  | 3 (12), 2:44  | 12 Nov 2011 | EventCity, Manchester, Inglaterra                        | Manteve o título de campeão peso-pesado da Commonwealth.                                                        |
| 16 | Vitória   | 16–0   | Nicolai Firtha          | TKO  | 5 (12), 2:19  | 18 Set 2011 | King's Hall, Belfast, Irlanda do Norte                   | |
| 15 | Vitória   | 15–0   | Dereck Chisora          | UD   | 12            | 23 Jul 2011 | Wembley Arena, Londres, Inglaterra                       | Ganhou o título de campeão peso-pesado britânico e da Commonwealth.                                             |
| 14 | Vitória   | 14–0   | Marcelo Luiz Nascimento | KO   | 5 (10), 2:48  | 19 Fev 2011 | Wembley Arena, Londres, Inglaterra                       | |
| 13 | Vitória   | 13–0   | Zack Page               | UD   | 8             | 19 Dez 2010 | Colisée Pepsi, Quebec City, Quebec, Canadá               | |
| 12 | Vitória   | 12–0   | Rich Power              | PTS  | 8             | 10 Set 2010 | York Hall, Londres, Inglaterra                           | |
| 11 | Vitória   | 11–0   | John McDermott          | TKO  | 9 (12), 1:08  | 25 Jun 2010 | Brentwood Centre Arena, Brentwood, Inglaterra            | Ganhou o título vacante de campeão peso-pesado inglês.                                                          |
| 10 | Vitória   | 10–0   | Hans-Joerg Blasko       | TKO  | 1 (8), 2:14   | 5 Mar 2010  | Leisure Centre, Huddersfield, Inglaterra                 | |
| 9 | Vitória   | 9–0    | Tomas Mrazek            | PTS  | 6             | 26 Set 2009 | The O2, Dublin, Irlanda                                  | |
| 8 | Vitória   | 8–0    | John McDermott          | PTS  | 10            | 11 Set 2009 | Brentwood Centre Arena, Brentwood, Inglaterra            | Ganhou o título de campeão peso-pesado inglês.                                                                  |
| 7 | Vitória   | 7–0    | Aleksandrs Selezens     | TKO  | 3 (6), 0:48   | 18 Jul 2009 | York Hall, Londres, Inglaterra                           | |
| 6 | Vitória   | 6–0    | Scott Belshaw           | TKO  | 2 (8), 0:52   | 23 Mai 2009 | Watford Colosseum, Watford, Inglaterra                   | |
| 5 | Vitória   | 5–0    | Matthew Ellis           | KO   | 1 (6), 0:48   | 11 Abr 2009 | York Hall, Londres, Inglaterra                           | |
| 4 | Vitória   | 4–0    | Lee Swaby               | TKO  | 4 (6), 3:00   | 14 Mar 2009 | Aston Events Centre, Birmingham, Inglaterra              | |
| 3 | Vitória   | 3–0    | Daniil Peretyatko       | TKO  | 2 (6), 3:00   | 28 Fev 2009 | Showground, Norwich, Inglaterra                          | |
| 2 | Vitória   | 2–0    | Marcel Zeller           | TKO  | 3 (6), 2:50   | 17 Jan 2009 | DW Stadium, Wigan, Inglaterra                            | |
| 1 | Vitória   | 1–0    | Béla Gyöngyösi          | TKO  | 1 (6), 2:14   | 6 Dez 2008  | National Ice Centre, Nottingham, Inglaterra              | |